# Ngô Kỳ Long
Ngô Kỳ Long (sinh ngày 31 tháng 10 năm 1970) là nam ca sĩ và diễn viên người Đài Loan.

## Tiểu sử
Kỳ Long là con thứ 2 trong gia đình họ Ngô với 1 anh trai và 1 em trai. Anh được miêu tả là người thích vận động lúc còn nhỏ vì anh đã tham gia tập luyện Judo và Taekwondo. Sự cố gắng trong 2 môn võ thuật này đã mang lại cho anh đai đen nhị đẳng Judo và hiện tại là đai đen ngũ đẳng môn Taekwondo. Thêm vào đó, Kỳ Long còn là một nhà vô địch môn Taekwondo cấp tỉnh ở Đài Loan.
Kỳ Long cũng rất xuất sắc trong học tập khi còn nhỏ với việc luôn giữ vững thành tích trong 3 hạng đầu tiên của lớp. Bên cạnh đó anh còn giành được nhiều giải thưởng trong cuộc thi viết thư pháp, vẽ tranh và viết luận.

## Sự nghiệp
Năm 1988, ở tuổi 17, Long đã được một đại diện trong ngành giải trí chú ý khi đang làm việc bán thời gian; người này khuyên anh đi thử giọng cho nhóm nhạc Tiểu Hổ Đội của Đài Loan. Ban đầu Kỳ Long từ chối vì anh mong muốn tập trung vào việc phát triển sự nghiệp của một vận động viên, nhưng cuối cùng anh cũng bị thuyết phục đi dự thi. Lần thử giọng đã thành công và anh được chọn để trở thành một thành viên của ban nhạc, cùng hai người khác - Tô Hữu Bằng và Trần Chí Bằng. Kỳ Long được đặt nghệ danh là Phích Lịch Hổ trong ban nhạc.
Cùng với việc phát hành hai albums Happy New Year năm 1988 và Leisurely Cruising - Tiêu Dao Du năm 1989, Tiểu Hổ Đội đã có được cả thành công và sự công nhận từ phía khán giả để trở thành những thần tượng nổi tiếng trong khu vực. Sự thành công của nhóm được cho là đã truyền cảm hứng cho thế hệ kế tiếp của làng nhạc pop Đài Loan, và từ đó dẫn đến việc hình thành những nhóm nhạc khác như F4.
Sau khi những đĩa nhạc của nhóm đã bán được hàng triệu bản, nhóm đã bị giải tán do việc phải thi hành nghĩa vụ quân sự bắt buộc của Trần Chí Bằng. Kỳ Long tự một mình tiếp tục công việc trong ngành công nghiệp giải trí, mở rộng sang những album bằng Mandarin (tiếng Phổ Thông) và Cantonese (tiếng Quảng Đông) với những đĩa đơn thành công vang dội như "Best Wishes to You" và "Waiting Day by Day". Việc tách ra riêng đã chứng minh sự thành công khi anh chiến thắng giải thưởng Nghệ sĩ mới xuất sắc nhất năm 1993 tại Hong Kong, cùng với sự thành công của phòng vé từ bộ phim điện ảnh "The Butterfly Lovers" - Lương Sơn Bá Chúc Anh Đài năm tiếp theo mà trong đó anh đóng vai chính Liang Shangbo (Lương Sơn Bá) bên cạnh Charlie Yeung (Dương Thái Ni).
Kỳ Long tiếp tục tham gia đóng những phim điện ảnh khác như "Love in the Time of Twilight" (1995), "Thunder Cops" (1996) và "Never Say Goodbye" (2001) mặc dù không có phim nào trong số này sánh được với sự thành công về doanh thu của "The Butterfly Lovers". Tuy nhiên thành công trong lĩnh vực âm nhạc của anh lại giành được cho anh danh hiệu một trong "Tứ tiểu thiên vương" của Đài Loan (được trao cho 4 thần thượng trẻ nổi tiếng nhất của thập niên 1990) cùng với Tô Hữu Bằng, Lâm Chí Dĩnh & Kim Thành Vũ.

### Phát triển xa hơn
Với việc phát sóng của bộ phim TVB có tựa đề "Thử thách nghiệt ngã", phim ATV "Hiệp nữ náo thiên quan" và phim Đài Loan " Hiệp đạo tiêu thập nhất lang" tại Trung Hoa Đại Lục, Ngô Kỳ Long đã đạt được sự thành công và nổi tiếng trong lĩnh vực phim truyền hình. Kể từ đó anh làm việc ở cả hai lĩnh vực điện ảnh và truyền hình, mà gần đây là việc tham gia trong bộ phim được đầu tư kinh phí cao "Mặc công binh pháp" với Lưu Đức Hoa.

## Đời tư
- Ngô Kỳ Long và Mã Á Thư đã kết hôn vào tháng 12 năm 2006. Cuộc hôn nhân ấy chỉ kéo dài được 3 năm. Vào đầu năm 2009 họ đã chính thức ly hôn và đang trong quá trình hoàn tất hồ sơ.

- Ngày 13 tháng 11 năm 2013, anh chính thức công khai hẹn hò cùng với nữ diễn viên Lưu Thi Thi.Cả 2 nên duyên khi đóng cặp trong bộ phim cổ trang "Bộ Bộ Kinh Tâm".
  - Ngày 20 tháng 1 năm 2015 Ngô Kỳ Long và Lưu Thi Thi đã đăng ký kết hôn và tổ chức hôn lễ tại đảo Bali, Indonesia.[1]
  - Ngày 27 tháng 4 năm 2019, Lưu Thi Thi hạ sinh con trai đầu lòng tại Đài Loan, em bé có biệt danh là Bộ Bộ (步步).[2]

## Danh sách phim
| Năm  | Tựa đề                                    | Vai                                  |
| ---- | ----------------------------------------- | ------------------------------------ |
| 2015 | Thục Sơn Chiến Kỷ Chi Kiếm Hiệp Truyền Kỳ | Lục Bào Lão Tổ                       |
| 2013 | Hướng về hạnh phúc                        | Nhan Bái Thanh                       |
| 2013 | Vi Sư Sắc Sảo                             | Liễu Ngạo Thiên                      |
| 2013 | Hướng Thắng Lợi Mà Tiến Lên               | Chiến Lang                           |
| 2013 | Bộ Bộ Kinh Tình                           | Ân Chính                             |
| 2012 | Hàn Đông                                  | Đặng Tử Hoa                          |
| 2012 | Hướng Bom Đạn Mà Tiến Lên                 | Lôi Tử Phong                         |
| 2012 | Tân Bạch Phát Ma Nữ Truyện                | Trác Nhất Hàng                       |
| 2011 | Hình danh sư gia                          | Đoạn Bình                            |
| 2011 | Phiến Nương                               | Tỉnh Thượng Không Nguyệt             |
| 2011 | Mộng hồi Lộc Đỉnh ký                      | Khang Hy                             |
| 2011 | Bộ bộ kinh tâm                            | Tứ Vương Gia Ung Thân vương Dận Chân |
| 2010 | Sóng Gió Thánh Đường                      | Lưu Mạc Nguyên                       |
| 2010 | Thiên Hạ Đệ Nhất Tiêu                     | Vương Triệu Hưng                     |
| 2008 | Bìm Bịp Nở Hoa                            | Hạ Khánh Ân                          |
| 2008 | Bay Cùng Tình Yêu                         | Quý Hạo Vĩ                           |
| 2008 | Em là giấc mộng của anh                   |                                      |
| 2007 | Ước hẹn mùa đông                          |                                      |
| 2006 | Liêu trai kì nữ                           | Kiều Sinh                            |
| 2005 | Bến tàu lớn                               | Văn A Lục                            |
| 2005 | Lý Hậu Chủ & Triệu Khuông Dận             | Lý Hậu Chủ                           |
| 2005 | Phong mãn lầu                             |                                      |
| 2005 | Chuyện nàng Tinh Vệ lấp biển              | Chiến Thần Hình Thiên                |
| 2004 | Đại mạc kiêu hùng                         | Yến Tiêu Dao                         |
| 2004 | Tình yêu trở lại                          | Dương Khang                          |
| 2004 | Lục chỉ cầm ma                            | Phó Vân Tuấn                         |
| 2003 | Khát vọng đổi đời                         |                                      |
| 2002 | Vua mạo hiểm Vệ Tư Lý                     | Vệ Tư Lý                             |
| 2002 | Danh bộ chấn Quan Đông                    | Vô Tình & I Đằng                     |
| 2002 | Bảo đao tầm chủ                           | Tiêu Thập Nhất Lang                  |
| 2000 | Hiệp nữ phá thiên quan                    | Thủy Nhược Hàn                       |
| 2000 | Thử thách nghiệt ngã II                   | Diệp Vinh Hành                       |
| 1999 | Thử thách nghiệt ngã I                    | Diệp Vinh Hành                       |

## Phim điện ảnh
| Năm  | Tựa đề                                         | Vai          |
| ---- | ---------------------------------------------- | ------------ |
| 2007 | Vé xe                                          |              |
| 2006 | Mặc công binh pháp                             | cung thủ     |
| 2006 | Trung liệt đồ                                  | Tào Đỉnh     |
| 2001 | Có người nói yêu tôi                           |              |
| 2001 | The first love of time                         |              |
| 2000 | Đỗ quốc phù thành                              |              |
| 1999 | Duyên, điều kì diệu                            |              |
| 1999 | Tim tôi sẽ không chết                          | Leo          |
| 1999 | A Tale of Rascal                               |              |
| 1998 | Stand Behind The Yellow Line                   |              |
| 1997 | A Chinese Ghost Story: The Tsui Hark Animation | lồng tiếng   |
| 1997 | Nice Boy                                       |              |
| 1997 | The Jail In Burning Island                     |              |
| 1996 | Ling Yi Sha Shou                               |              |
| 1996 | The King of Comic                              |              |
| 1996 | The Kid vs The Cop                             |              |
| 1995 | Remember M Remember E                          |              |
| 1995 | Những cảnh sát trẻ trong tình yêu              |              |
| 1995 | Forever Friends                                |              |
| 1995 | Thunder Cop                                    |              |
| 1995 | Love In The Time Of Twilight                   |              |
| 1995 | Ten Brothers                                   |              |
| 1994 | No Sir                                         |              |
| 1994 | Lương Sơn Bá-Chúc Anh Đài                      | Lương Sơn Bá |
| 1993 | In Between                                     |              |
| 1992 | To Miss With Love                              |              |
| 1990 | Du Diệp Nhi                                    |              |

## Album nhạc đã phát hành
| - 1988: Happy New Year - 1989: Leisurely Cruising - 1989: Boys Don't Cry - 1990: Red Dragonfly - 1990: Meeting of the Stars - 1991: Love - 1991: Goodbye - 1992: Best Dance Remix - 1993: The Stars Still Shine - 1994: Happy Forever - 1995: Feeling Helplessly Worried - 1996: Little Tigers 1995 Concert (live) | - 1992: Youth Chasing Wind - 1993: Pursuing Dreams - 1993: Suddenly Looking Back - 1994: Want to Find a Place - 1994: Fly Together - 1995: Insist - 1995: Lonely Star 119 - 1996: Thundering Storm compilation - 1996: Sing a Movie - 1997: Hero | - 1993: Waiting Day by Day - 1993: My Summer Dream - 1994: Love for a Future - 1994: Loving You - 1994: Strange and Deep New Songs compilation - 1996: Find Me - 1999: Warner's I Love Classics collection |